# Ramadilla (Atacama)
Ramadilla o La Ramadilla es una localidad chilena ubicada en la Provincia del Huasco, Región de Atacama. Que de acuerdo a su población es una entidad que tiene el rango de  caserío. Esta localidad forma parte del Valle de El Tránsito, que antiguamente se conocía como Valle de los Naturales. 

## Historia
Esta localidad constituye uno de los primeros asentamientos españoles en el Valle del Tránsito.
En el año 1661, el Párroco del Valle del Huasco, con sede en Huasco Bajo, subió a Huasco Alto y encontró una pequeña capilla ya construida. Esta capilla estaba probablemente cerca en el sector Ramadilla en la encomienda del Capitán Cristóbal Pizarro y Aguirre.
Para 1899 esta localidad era considerada como un fundo.

Ramadilla.-—Fundo con regular terreno de cultivo en el departamento de Vallenar situado á la ribera norte del riachuelo del Tránsito y poco distante más al oriente del paraje o caserío de las Juntas, contiguo á la confluencia de esa corriente de agua con la del Carmen ó de los Españoles. Cerca por el oriente se halla Chihuinto.
 Francisco Astaburuaga, 1899

## Turismo
El principal atractivo de la localidad de Ramadilla lo constituye el camino público de acceso al Cerro El Toro, donde se ubica un Mirador, algunos sitios arqueológicos con petroglifos y un Observatorio Astronómico en construcción.
El mirador del Cerro el Toro posee una vista panorámica de los valles de El Tránsito y de El Carmen, bien merece una vista.
Otro punto de interés es el Puente Ramadilla, ubicado sobre el Río El Carmen, a pocos metros de ahí junto al Cerro de Tatul, existe un monolito que indica el inicio de la Estancia de Los Huascoaltinos.

## Accesibilidad y transporte
La localidad de Ramadilla se ubica muy próximo a la localidad de La Junta y del poblado de Alto del Carmen.
Existe transporte público diario a través de buses de rurales desde el terminar rural del Centro de Servicios de la Comuna de Alto del Carmen, ubicado en calle Marañón 1289, Vallenar.
Si viaja en vehículo propio, no olvide cargar suficiente combustible en Vallenar antes de partir. No existen puntos de venta de combustible en la comuna de Alto del Carmen.
A pesar de la distancia, es necesario considerar un tiempo mayor de viaje, debido a que la velocidad de viaje esta limitada por el diseño del camino. Se sugiere hacer una parada de descanso en el poblado de Alto del Carmen para hacer más grato su viaje.
El camino es transitable durante todo el año, sin embargo es necesario tomar precauciones en caso de eventuales lluvias en invierno.

## Alojamiento y alimentación
En la comuna de Alto del Carmen existen pocos servicios de alojamiento formales en Alto del Carmen, se recomienda hacer una reserva con anticipación.
En Ramadilla no hay servicios de Camping, sin embargo se puede encontrar algunas facilidades para los campistas en los alrededores de La Junta y en Alto del Carmen.
Los servicios de alimentación son escasos, existiendo en Alto del Carmen algunos restaurantes.
En muchos poblados como La Junta y Alto del Carmen hay pequeños almacenes que pueden facilitar la adquisición de productos básicos durante su visita.

## Salud, conectividad y seguridad
Ramadilla cuenta con servicio de electricidad, iluminación pública y red de agua potable rural.
En el poblado de Alto del Carmen existe un Reten de Carabineros de Chile y un Centro de Salud Familiar dependiente del Municipio de Alto del Carmen.
En el sector de Ramadilla antes de la Junta, existe una estación fluviométrica de la Dirección General de Aguas en el Río El Tránsito con datos desde el año 1950 a la fecha.
Ramadilla no cuenta con servicio de teléfonos públicos rurales, sin embargo estos se pueden encontrar en Alto del Carmen. Hay buena señal para teléfonos celulares.
El Municipio cuenta con una red de radio VHF en toda la comuna en caso de emergencias, incluyendo Marquesa.